# Fahlu Weckoblad
Fahlu Weckoblad, var en veckotidning utgiven i Falun 1786–1821.
Fahlu Weckoblad grundades 1786 av konstförvanten Per Olof Axmar, som tidigare varit bosatt i Gävle. Den var då Dalarnas första tidning. Då Per Olof Axmar avled 1816 övertogs tidningen av hans son Johan Adolf. Denne ändrade tidningens profil och förnyade den då ålderstigna framsidan. Johan Adolf Axmar drabbades dock av alkoholproblem och började missköta tidningen. År 1821 blev hans mor tvungen att sälja tidningtryckeriet till ägaren av Grycksbo pappersbruk Johan Jacob Muncktell för obetalda räkningar. Särskilt sedan Johan Adolf sommaren 1822 mördat sin mor och en inneboende valde Muncktell att avveckla företaget och i stället Olof Ulric Arborelius för att grunda Fahlu Tidning.